# جين داو
جين إيزابيل داو (25 يونيو 1870- 16 يناير 1927)، هي مبشرة طبية كندية، ورائدة في مجال الرعاية الصحية للمرأة، كانت إحدى أعضاء بعثة هونان التبشيرية من الكنيسة المشيخية الكندية وواحدة من النساء الوحيدات فيها (هونان هي مقاطعة في الصين ويشار إليها اليوم باسم هينان).  لعبت دورًا مهمًا في علاج داء الليشمانيات الحشوي، وساهمت في إنشاء مستشفيات خاصة بالنساء يعاملن فيها كمواطنات من الدرجة الأولى.

## نشأتها وتعليمها
ولدت داو في بلدة فيرغوس في أونتاريو، كندا. كانت الطفلة الخامسة من بين ثمانية أطفال. والدها هو بيتر داو، ووالدتها أغنيس ويلسون، كان والدها المشرف على مدرسته الخاصة، والتي تسمى مدرسة داو. عُرفت أسرة داو بتقديرها للعلم والتعليم، وكان أفرادها أعضاءً في كنيسة ملفيل المشيخية في فيرغوس.
تخرجت داو من المدرسة الثانوية في سن الثالثة عشرة، واتجهت للدراسة في المدرسة النموذجية في ماونت فورست لتصبح معلمة. عملت داو في مدرسة والدها في فيرغوس من عام 1885 وحتى عام 1891. فقدت داو شغفها بمهنة التدريس، والتحقت بكلية ترينيتي بجامعة تورنتو لدراسة الطب في عام 1891. تخرجت من الكلية كطبيبة مرخصة في عام 1895.

## المجال المهني والبحثي

### مقدمة إلى الخدمة التبشيرية
لم تكن ممارسة الطب في كندا هي رغبة داو الحقيقية، وعوضًا عن ذلك اختارت تكريس مهاراتها الطبية في خدمة بعثة الكنيسة المشيخية الكندية في مقاطعة خنان الصينية، والتي يشار إليها أيضًا باسم بعثة شمال هونان.
كانت داو وعائلتها أعضاءً في كنيسة ملفيل المشيخية في فيرغوس. اعتبرت كنيسة ملفيل المشيخية مؤسسة توجيهية وتبشيرية. تعرفت داو لأول مرة على المبشرين، واهتمت بمتابعة النشاط التبشيري الأجنبي. انضمت في عام 1891 إلى الجمعية التبشيرية النسائية الأجنبية المشيخية التي قامت بتجنيد النساء للمشاركة في الخدمة التبشيرية في الخارج. اهتمت داوي بتأثير عملها التبشيري وفكرت به بطريقة نقدية. وجهت رسالة إلى زميلتها في العمل مارغريت غريفيث في عام 1903، ميزت فيها دوافع المبشرين الطبيين العاملين في الخارج، ولاحظت أن الدافع وراء بعض أعمالهم هو الأنانية الدينية التي تسعى إلى تحقيق السعادة وليس إلى المساعدة بحد ذاتها.

### التجربة التبشيرية في مقاطعة هونان الشمالية في الصين
عملت داو كجراحة وعضوة في بعثة شمال هونان لمدة ثلاثين عامًا، من عام 1895 وحتى وفاتها في عام 1927. أُسست بعثة شمال هونان المشيخية التبشيرية على يد جوناثان وروزاليند جوفورث في عام1888، واجهت مهمة شمال هونان في بدايتها العديد من الصعوبات بسبب ضعف الثقة في الأجانب. انضمت داو إلى بعثة شمال هونان مباشرة بعد تخرجها من كلية ترينيتي بجامعة تورنتو في عام 1895. وصلت إلى مقر البعثة التبشيرية في 30 سبتمبر 1895 لتحل محل الراحلة الدكتورة لوسيندا جراهام التي توفيت بسبب الكوليرا. عملت داو كطبيبة عامة وعالجت حالات متنوعة بدءًا من الساد، وعضات الذئاب، وحتى مشكلات الولادة الأكثر تعقيدًا. لم يسمح لداو بفحص المرضى الرجال نظرًا للتقاليد الشعبية. تعلمت داو اللغة الصينية وسرعان ما تمكنت من التحدث بها بطلاقة مع مريضاتها.

### بناء مستشفيات خاصة بكلا الجنسين
أنشأت داو أول مستشفى للنساء في عام 1887. ودعت إلى الفصل بين الجنسين في المستشفيات الطبية، بهدف منح المرأة الأولوية للرعاية الطبية من الدرجة الأولى. عالج مستوصف الكنيسة التابع لها 400 مريض خلال شهره الأول. افتتحت عمليات مماثلة في عامي 1904 و1913 من خلال إعادة استخدام مباني المستشفيات المخصصة للرجال وتحويلها إلى النساء. جادل البعض الخبراء بجدوى هذه الحركة واعتبروا أن الأجنحة المخصصة أسوأ من الأجنحة المختلطة. كانت داو مصرة على علاج النساء والرجال في مرافق منفصلة معتقدة أنها تحسن من نوعية الرعاية الطبية المقدمة للنساء.